# Филип Кръстев
Филип Кръстев е  футболист, полузащитник. Футболист на Цволе.

## Професионална кариера
Юноша на Славия София, през 2018 г. е повикан в първия отбор на „белите“. Прави своя дебют за Славия на 13 май 2018 г. като влиза резерва заменяйки Галин Иванов при домакинската загуба на отбора от Локомотив Пловдив с 3:0. На 26 юни 2020 г. Филип Кръстев е продаден на втородивизионния белгийски клуб Ломел Юнайтед, който е сателит на английския гранд Манчестър Сити. След това е преотстъпен във френския Троа и нидерландския Камбюр. На 27 януари 2022 г., той е преотстъпен на Левски София за 6 месеца. През лятото на 2022 г. Кръстев продължава наема си с Левски за още една година. На 11 юни 2023 г. изиграва последния си мач с екипа на „сините“- бараж за Европа срещу Арда спечелен с 2-0.

## Успехи
Левски София
- Купа на България (1): 2022